# 于尔根·贝林格
于尔根·贝林格（德語：Jürgen Bähringer，1950年8月19日—），德国男子足球运动员，司职中场。他曾代表东德国奥队参加1980年夏季奥林匹克运动会足球比赛，获得一枚银牌。